# Thamneus rostratus
Thamneus rostratus is een vlokreeftensoort uit de familie van de Brachyscelidae. De wetenschappelijke naam van de soort is voor het eerst geldig gepubliceerd in 1887 door Carl Erik Alexander Bovallius.